# Клей (Кентуккі)
Клей (англ. Clay) — місто (англ. city) в США, в окрузі Вебстер штату Кентуккі. Населення — 1031 особа (2020).

## Географія
Клей розташований за координатами 37°28′33″ пн. ш. 87°49′13″ зх. д. / 37.47583° пн. ш. 87.82028° зх. д. (37.475860, -87.820311).  За даними Бюро перепису населення США в 2010 році місто мало площу 2,25 км², з яких 2,23 км² — суходіл та 0,02 км² — водойми.

## Демографія
Згідно з переписом 2010 року, у місті мешкала 1181 особа в 462 домогосподарствах у складі 317 родин. Густота населення становила 524 особи/км².  Було 514 помешкання (228/км²).
Расовий склад населення:
| - 98,1 % — білих - 0,3 % — чорних або афроамериканців - 0,1 % — вихідців з тихоокеанських островів - 0,1 % — корінних американців |

До двох чи більше рас належало 1,3 %. Частка іспаномовних становила 0,6 % від усіх жителів.
За віковим діапазоном населення розподілялося таким чином: 26,0 % — особи молодші 18 років, 60,8 % — особи у віці 18—64 років, 13,2 % — особи у віці 65 років та старші. Медіана віку мешканця становила 37,3 року. На 100 осіб жіночої статі у місті припадало 93,9 чоловіків;  на 100 жінок у віці від 18 років та старших — 92,5 чоловіків також старших 18 років.
Середній дохід на одне домашнє господарство  становив 48 405 доларів США (медіана — 41 199), а середній дохід на одну сім'ю — 57 010 доларів (медіана — 51 583). За межею бідності перебувало 13,8 % осіб, у тому числі 14,4 % дітей у віці до 18 років та 7,6 % осіб у віці 65 років та старших.
Цивільне працевлаштоване населення становило 375 осіб. Основні галузі зайнятості: сільське господарство, лісництво, риболовля — 25,1 %, освіта, охорона здоров'я та соціальна допомога — 20,3 %, виробництво — 11,2 %, публічна адміністрація — 9,3 %.